# Terremoto de Hawái de 2018
El 4 de mayo de 2018, un terremoto de 6,9 en la escala de magnitud de momento golpeó la isla de Hawái, a las 12:32 hora local. El epicentro del terremoto fue cerca del flanco sur del Kilauea, que ha sido el sitio de actividad sísmica y volcánica desde finales de abril. La región también estuvo afectada por un terremoto en 1975. Tuvo una intensidad en la escala de Mercalli de VIII (Grave). El terremoto fue seguido por numerosas réplicas, la más fuerte, de magnitud 5,4 se sintió en toda la isla y hasta en Honolulu en la isla de Oahu a más de 300 kilómetros de distancia.

## Consecuencias
A causa de que el volcán Kilawea, entró en erupción, se produjo el sismo, obligando a la evacuación de más de 185 000 personas del lugar.

## Daños
Varios tramos de carretera sufrieron daños de distinta consideración.